# Primula farinosa
Primula farinosa es una especie perteneciente a la familia de las primuláceas nativa del norte de Europa y el norte de Asia, y (rara vez) hacia el sur a gran altura en las montañas del sur de Europa.

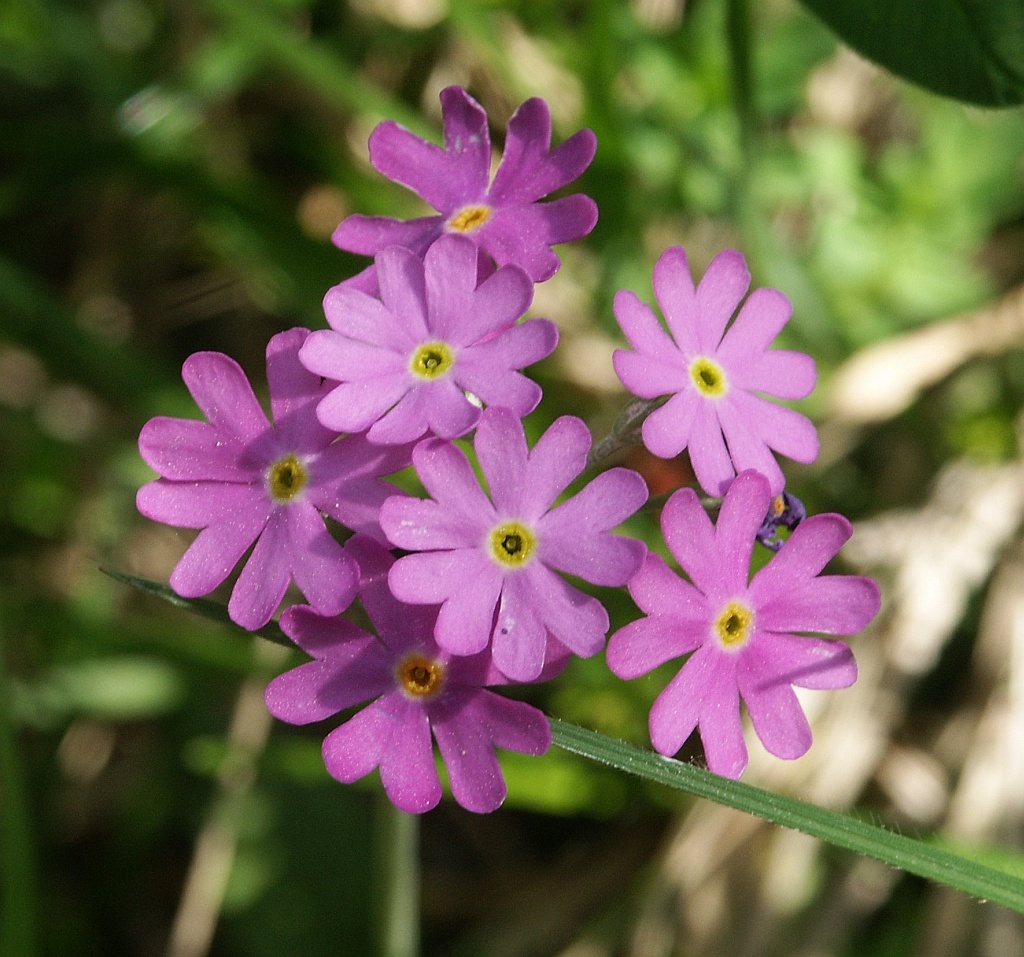
Flores

## Descripción
Es una pequeña planta perenne ártico-alpina, crece de 3 a 20 cm de altura. Las hojas tienen 2-10 cm de longitud y 1-2 cm de ancho, son suaves en la parte superior, y como con polvo blanco en la parte inferior. Las flores de color azul-violeta aparecen a principios de la primavera y a menudo en grupos cuando la planta es mayor. 

## Propiedades
La raíz de Primula farinosa contiene saponinas.

## Taxonomía
Primula farinosa fue descrita por Carolus Linnaeus y publicado en Species Plantarum 1: 143. 1753.
Etimología
Primula: nombre genérico que proviene del latín primus o primulus = "primero", y refiriéndose a su temprana floración. En la época medieval, la margarita fue llamada primula veris o "primogénita de primavera".
farinosa: epíteto latino que significa "harinosa".
Sinonimia
- Primula laurentiana Fern.
- Primula farinosa var. macropoda Fern.
- Primula mistassinica var. macropoda (Fern.) Boivin[4][5]

## Nombre común
- Castellano: primavera de flor bermeja.[6]